# Hyacinth Petit
Hyacinth Petit, född 24 januari 1680, död 26 juli 1719, var en tysk katolsk präst, hjälpbiskop av Osnabrücks katolska stift och apostolisk vikarie för Apostoliska vikariatet i de nordiska missionerna.

## Biografi
Hyacinth Petit utnämndes bland annat 11 februari 1718 till apostolisk vikarie för Apostoliska vikariatet i de nordiska missionerna, som varade fram till hans död 1719.